# Magnetopar
Un magnetopar o par magnético (conocido en inglés como magnetorquer) es un sistema para el control de actitud y estabilización de satélites artificiales, construido a partir de bobinas electromagnéticas.
El magnetopar crea un dipolo magnético que interactúa con un campo magnético ambiental, generalmente el campo magnético terrestre, de modo que las contrafuerzas producidas proporcionen un par útil.

## Principio de funcionamiento
Los magnetopares son conjuntos de electroimanes dispuestos para producir un campo magnético rotacionalmente asimétrico (anisotrópico) sobre un área extensa. Ese campo se controla activando o desactivando el flujo de corriente a través de las bobinas, generalmente bajo control de retroalimentación computarizado. Los propios imanes están anclados mecánicamente a la nave, de modo que cualquier fuerza magnética que ejerzan sobre el campo magnético circundante dará lugar a una fuerza magnética inversa y, como resultado, un par mecánico sobre el centro de masas de la nave. Esto hace posible girar libremente la nave en un gradiente local conocido del campo magnético usando energía eléctrica solamente.
El dipolo magnético generado por un magnetopar se expresa mediante la siguiente fórmula:
{\displaystyle \mathbf {m} =nI\mathbf {A} ,}
donde n es el número de vueltas del cable, I es la corriente suministrada y A es el área vectorial de la bobina. El dipolo interactúa con el campo magnético generando el siguiente par:
{\displaystyle {\boldsymbol {\tau }}=\mathbf {m} \times \mathbf {B} ,}
donde m es el vector del dipolo magnético, B es el vector del campo magnético (para una nave espacial es el vector del campo magnético de la Tierra) y τ es el vector del par generado.

## Construcción

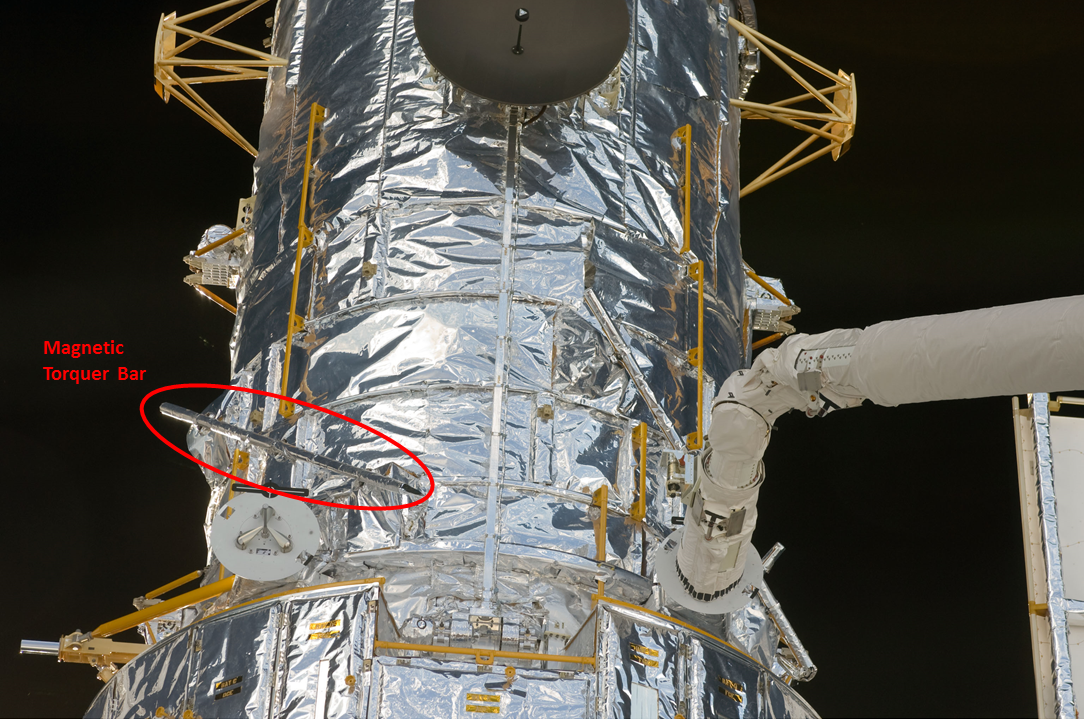
El telescopio espacial Hubble utiliza cuatro barras de torsión de hierro de como parte de su sistema de control de apuntado.

La construcción de un magnetopar se basa en la realización de una bobina con una determinada área y número de vueltas según las prestaciones requeridas. Sin embargo, existen diferentes formas de obtener la bobina dependiendo de la estrategia de construcción. De tal forma, se pueden encontrar tres tipos de magnetopares, aparentemente muy diferentes entre sí pero todos basados en el mismo concepto:
Magnetopar de núcleo de aire
Comprende el concepto básico de magnetopar, un cable conductor envuelto alrededor de un soporte no conductor anclado al satélite. Este tipo de magnetopar puede proporcionar un dipolo magnético consistente con una masa y carga aceptables.
Bobina integrada
Se construye creando una traza en espiral dentro de los PCB de los paneles solares que genera el efecto de bobina. Esta solución es la que menos impacto tiene en el satélite ya que está completamente contenida dentro de los paneles solares. Sin embargo, debido a l límite físico del espesor de la placa y a la presencia de otros circuitos y componentes electrónicos, no es posible alcanzar un elevado valor del dipolo magnético.
 Barra de torsión
Esta es la solución más eficiente. Un cable conductor se envuelve alrededor de un núcleo ferromagnético que se magnetiza cuando es excitado por la bobina, generando así un dipolo considerablemente más alto que las otras soluciones. Sin embargo, la desventaja es la presencia de un dipolo magnético residual, que permanece incluso cuando se apaga la bobina, debido a la histéresis en la curva de magnetización del núcleo. Por lo tanto, es necesario desmagnetizar el núcleo con un procedimiento específico. Adicionalmente, la presencia del núcleo (de metal pesado, generalmente) suele suponer un aumento de la masa del sistema.
Por lo general, se utilizan tres bobinas, aunque las configuraciones reducidas de dos o incluso un solo imán pueden ser suficientes si no se necesita un control total de actitud o cuando las fuerzas externas, como la resistencia asimétrica, permiten un control reducido. El conjunto de tres bobinas suele adoptar la forma de tres bobinas perpendiculares, porque esta configuración iguala la simetría rotacional de los campos que pueden ser generados; no importa cómo se coloquen el campo externo y la nave entre sí, siempre se puede generar el mismo par aproximadamente, tan solo usando diferentes cantidades de corriente en las tres bobinas.
Mientras la corriente pase a través de las bobinas y la nave espacial aún no se haya estabilizado en una orientación fija con respecto al campo externo, la nave continuará rotando.
Los satélites muy pequeños pueden usar imanes permanentes en vez de bobinas.

## Ventajas
Los magnetopares son ligeros, confiables y de bajo consumo. A diferencia de los propulsores, no consumen un propelente desechable, por lo que, en teoría, podrían funcionar indefinidamente mientras haya suficiente energía eléctrica disponible para igualar la carga resistiva de las bobinas. En órbita terrestre, la luz solar es una fuente de energía prácticamente inagotable mediante la utilización de paneles solares.
Otra ventaja de los magnetopares respecto a las ruedas de reacción y los giroscopios de control de momento es la ausencia de piezas móviles y, por lo tanto, una confiabilidad significativamente mayor.

## Desventajas
La principal desventaja de los magnetopares es que se necesitan densidades de flujo magnético muy altas si se tiene que girar rápidamente una gran nave espacial. Esto requiere una corriente muy alta en las bobinas o densidades de flujo ambiental mucho más altas que las disponibles en órbita terrestre. En consecuencia, los pares proporcionados son muy limitados y solo sirven para acelerar o desacelerar cambios en la actitud de una nave espacial en pequeñas cantidades. Con el tiempo, el control activo puede producir giros rápidos incluso en la Tierra, pero para un control preciso de la actitud y la estabilización, los pares proporcionados suelen ser insuficientes. Para superar esto, a menudo se combinan los magnetopares con ruedas de reacción.
Una desventaja mayor es la dependencia de la fuerza del campo magnético de la Tierra, lo que hace que este enfoque no sea adecuado para misiones en el espacio profundo y que sea más adecuado para órbitas terrestres bajas en comparación con las órbitas más altas, como la  geosíncrona. La dependencia de la fuerza del campo magnético de la Tierra, que es altamente variable, es problemática porque entonces el problema del control de actitud se vuelve fuertemente no lineal. También es imposible controlar la actitud en los tres ejes, incluso si se usan las tres bobinas completas, porque el par solo se puede generar perpendicular al vector del campo magnético de la Tierra.
Cualquier satélite rotatorio hecho de un material conductor perderá impulso de rotación en el campo magnético de la Tierra debido a la generación de corrientes de Foucault en su cuerpo y la correspondiente fuerza de frenado proporcional a su velocidad de giro. Las pérdidas por fricción aerodinámica también pueden influir. Esto significa que el magnetorquer tendrá que funcionar continuamente y con un nivel de potencia que sea suficiente para contrarrestar las fuerzas resistivas presentes. Esto no siempre es posible dentro de las limitaciones de energía del buque.
El Laboratorio de Exploración de Michigan (MXL) sospecha que su CubeSat, el M-Cubed, un proyecto conjunto dirigido por MXL y JPL, se unió magnéticamente al Explorer-1 Prime, un segundo CubeSat lanzado al mismo tiempo, a través de fuertes imanes a bordo utilizados para control de actitud pasivo, tras el lanzamiento el 28 de octubre de 2011. Este es el primer enganche no destructivo de dos satélites.